# Childwall
Childwall – dzielnica w Liverpoolu, w Anglii, w Merseyside, w dystrykcie Liverpool. W 2011 miejscowość liczyła 13 908 mieszkańców. Childwall jest wspomniana w Domesday Book (1086) jako Cildeuuelle.